# Maharrakai templom
A maharrakai templom ókori egyiptomi templom, melyet Ízisznek és Szerápisznak építettek. Az alsó-núbiai al-Maharrakában (المحرقة, al-Maḥarraqa, görögül: Hieraszükaminosz) áll, Asszuántól kb. 140 km-re délre, az egykori Római Birodalom déli határán.
I. e. 23-ban, alig pár évvel azután, hogy Egyiptom római kézbe került, Meroé megtámadta az első katarakta vidékét. Egyiptom római prefektusa, Petronius legyőzte a megszálló meroéi seregeket, majd 400 katonából álló helyőrséget állított a déli határra (a mai Kaszr Ibrimnél). Némi tárgyalás után Maharrakánál húzták meg Meroé és Egyiptom állandó határát, így ez lett Egyiptom római provincia és egyben a birodalom legdélebbi pontja.

## A templom

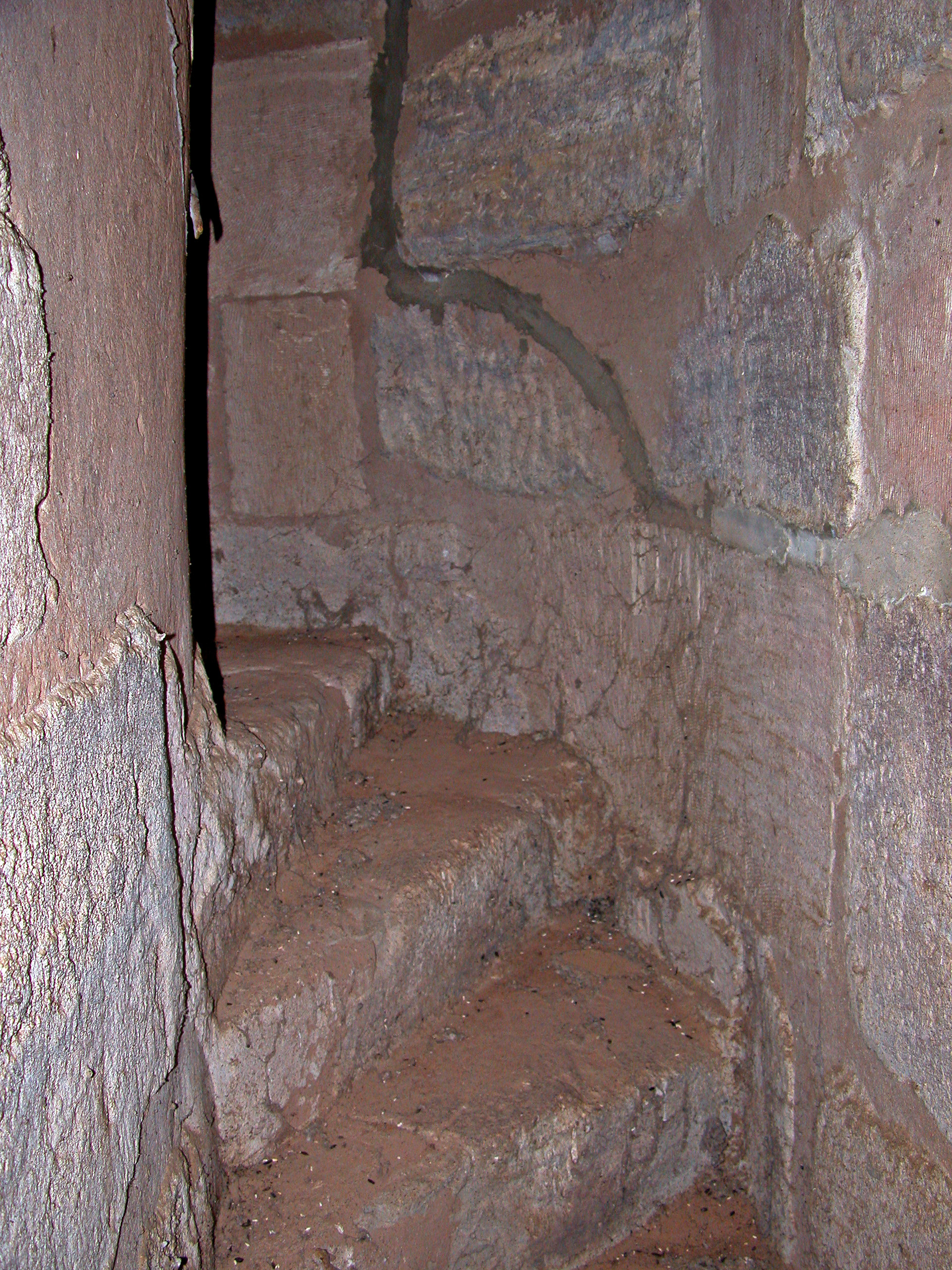
A templom spirális lépcsője

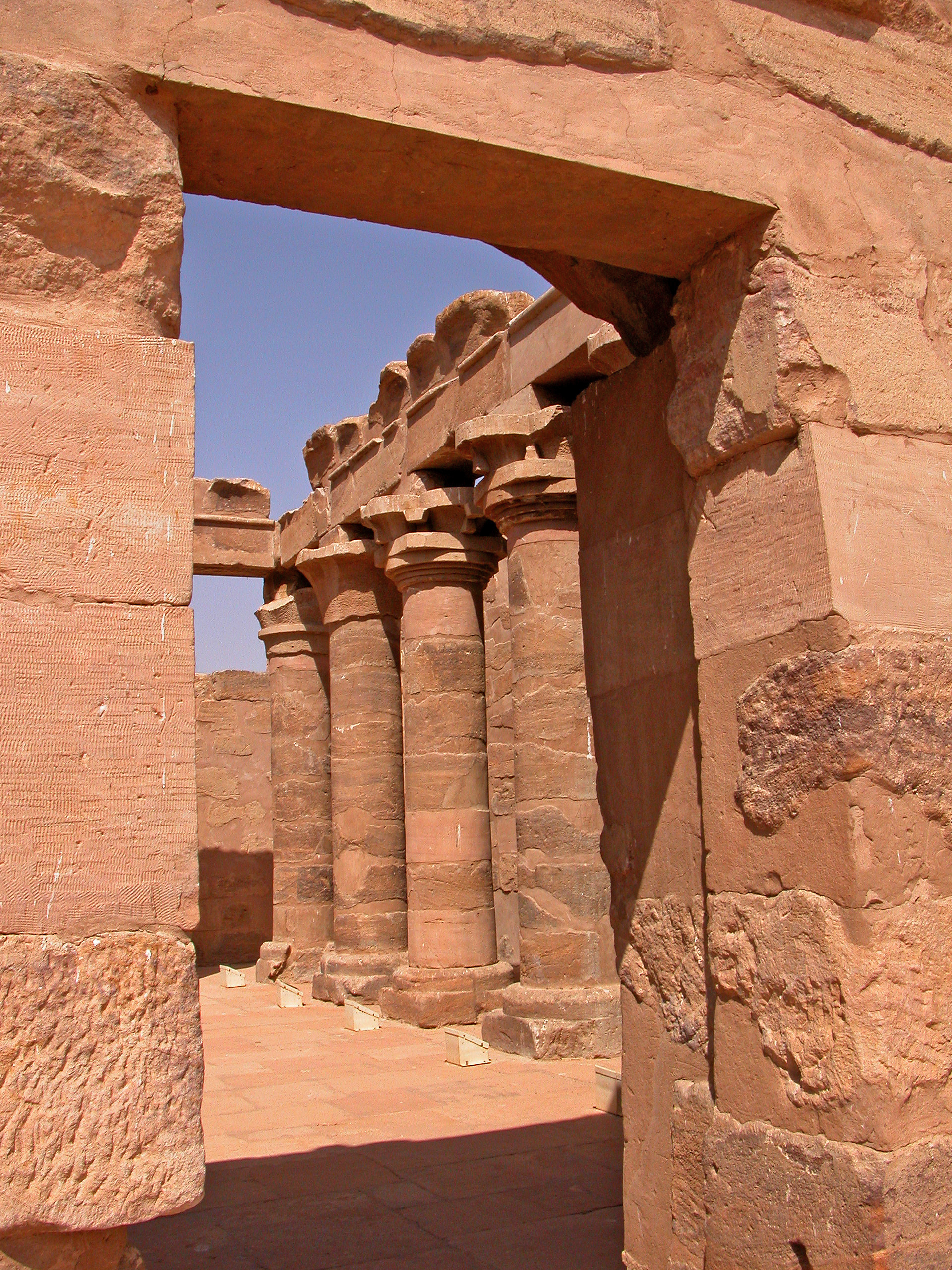
A templom udvara

A templom a római korban épült Ízisz és Szerápisz tiszteletére, de nem tudni pontosan, melyik császár alatt, mert nem készült el teljesen és nem látták el feliratokkal. Mivel azonban tudni, hogy Augustus uralkodása után a núbiai templomépítészet hanyatlásnak indult, lehet, hogy az ő idejében épült. Az épületből egyedül egy 13,56×15.69 méteres udvar készült el, melyet három oldalról oszlopok vettek körül, a tulajdonképpeni templom a szentéllyel sosem készült el, és pülón sem épült. Építészeti érdekességnek számít az udvar sarkában lévő csigalépcső, amely a tetőre vezet; núbiai egyiptomi templomok közül egyedül itt látható ilyen.

## Áthelyezése
Mivel az asszuáni gát építése azzal fenyegetett, hogy több núbiai templomot ellep az így létrejövő Nasszer-tó vize, a maharrakai templomot 1961-ben darabjaira szedték, majd 1966-ban újra felépítették a dakkai templommal együtt Új Vádi esz-Szebuában, amely mindössze négy kilométerre fekszik Vádi esz-Szebuától, melynek templomait ugyanekkor helyezték át.

## Fordítás
- Ez a szócikk részben vagy egészben  a   Temple of Maharraqa című angol Wikipédia-szócikk ezen változatának fordításán alapul.  Az eredeti cikk szerkesztőit annak laptörténete sorolja fel. Ez a jelzés csupán a megfogalmazás eredetét és a szerzői jogokat jelzi, nem szolgál a cikkben szereplő információk forrásmegjelöléseként.

## Külső hivatkozások
- Wadi Es-Seboua: Temple of Maharraqa Archiválva 2020. október 9-i dátummal a Wayback Machine-ben